# Rabobank Development Team/Saison 2013
Dieser Artikel listet Erfolge und Fahrer des Radsportteams Rabobank Development Team in der Saison 2013 auf.

## Erfolge in der UCI Europe Tour
In den Rennen der Saison 2013 der UCI Europe Tour gelangen die nachstehenden Erfolge.
| Datum         | Rennen                                                 | Kat. | Sieger              |
| ------------- | ------------------------------------------------------ | ---- | ------------------- |
| 23. Februar   | Beverbeek Classic                                      | 1.2  | Nicky van der Lijke |
| 2. März       | Ster van Zwolle                                        | 1.2  | Dylan van Baarle    |
| 10. März      | Dorpenomloop Rucphen                                   | 1.2  | Dylan van Baarle    |
| 23. März      | 5. Etappe Tour de Normandie                            | 2.2  | Rick Zabel          |
| 30. April     | 6. Etappe Tour de Bretagne                             | 2.2  | Dylan van Baarle    |
| 17. Mai       | 4. Etappe Olympia’s Tour                               | 2.2  | Dylan van Baarle    |
| 13.–18. Mai   | Gesamtwertung Olympia’s Tour                           | 2.2  | Dylan van Baarle    |
| 23. Mai       | 1. Etappe Tour de Gironde                              | 2.2  | Maarten van Trijp   |
| 5. Juni       | Niederländische Meisterschaft – Einzelzeitfahren (U23) | CN   | Dylan van Baarle    |
| 8.–15. Juni   | Gesamtwertung Thüringen-Rundfahrt                      | 2.2U | Dylan van Baarle    |
| 22. Juni      | Niederländische Meisterschaft – Straßenrennen (U23)    | CN   | Dylan van Baarle    |
| 28. Juli      | 2. Etappe Kreiz Breizh Elites (EZF)                    | 2.2  | Nicky van der Lijke |
| 27.–29. Juli  | Gesamtwertung Kreiz Breizh Elites                      | 2.2  | Nicky van der Lijke |
| 15. September | Baronie Breda Classic                                  | 1.2  | Mike Teunissen      |

## Abgänge – Zugänge
| Zugänge            | Team 2012 | Abgänge          | Team 2013                         |
| ------------------ | --------- | ---------------- | --------------------------------- |
| Gert-Jan Bosman    | Neoprofi  | Marc Goos        | Belkin-Pro Cycling Team           |
| Emiel Dolfsma      | Neoprofi  | Moreno Hofland   | Belkin-Pro Cycling Team           |
| Ricardo van Dongen | Neoprofi  | Wesley Kreder    | Vacansoleil-DCM                   |
| Etienne van Empel  | Neoprofi  | Danny van Poppel | Vacansoleil-DCM                   |
| Stan Godrie        | Neoprofi  | Melvin Boskamp   | Metec-TKH Continental Cyclingteam |
| Lars van der Haar  | Neoprofi  | Oscar Riesebeek  | Metec-TKH Continental Cyclingteam |
| Lennard Hofstede   | Neoprofi  | Jenning Huizenga | Team Ruiter Dakkapellen           |
| Merijn Korevaar    | Neoprofi  | Brian Megens     | Unbekannt                         |
| Mike Teunissen     | Neoprofi  |                  |                                   |
| Maarten van Trijp  | Neoprofi  |                  |                                   |
| Niels Wubben       | Neoprofi  |                  |                                   |

## Mannschaft
| Name                | Geburtstag         | Nationalität |              |
| ------------------- | ------------------ | ------------ | ------------ |
| Dylan van Baarle    | 21. Mai 1992       | Niederlande  |              |
| Gert-Jan Bosman     | 16. August 1992    | Niederlande  |              |
| Jasper Bovenhuis    | 27. Juli 1991      | Niederlande  |              |
| Emiel Dolfsma       | 11. Juli 1992      | Niederlande  |              |
| Ricardo van Dongen  | 18. Juni 1994      | Niederlande  |              |
| Etienne van Empel   | 14. April 1994     | Niederlande  |              |
| Stan Godrie         | 9. Januar 1993     | Niederlande  |              |
| Lars van der Haar   | 23. Juli 1991      | Niederlande  |              |
| Lennard Hofstede    | 29. Dezember 1994  | Niederlande  |              |
| Merijn Korevaar     | 7. Mai 1994        | Niederlande  |              |
| Nicky van der Lijke | 23. September 1991 | Niederlande  |              |
| Marco Minnaard      | 11. April 1989     | Niederlande  |              |
| Daan Olivier        | 24. November 1992  | Niederlande  |              |
| Ivar Slik           | 27. Mai 1993       | Niederlande  |              |
| Mike Teunissen      | 25. August 1992    | Niederlande  |              |
| Maarten van Trijp   | 6. Oktober 1993    | Niederlande  |              |
| Martijn Tusveld     | 9. September 1993  | Niederlande  |              |
| Niels Wubben        | 20. Februar 1988   | Niederlande  |              |
| Rick Zabel          | 7. Dezember 1993   | Deutschland  |              |
| Ruben Zepuntke      | 29. Januar 1993    | Deutschland  |              |
| Stagiaires          | Stagiaires         | Nationalität | Nationalität |
| Jeroen Meijers      | Jeroen Meijers     | Niederlande  |              |
| Timo Roosen         | Timo Roosen        | Niederlande  |              |